# Leon Dycian
Leon Dycian (ur. 17 listopada 1911 w Janowie, zm. 1 marca 1984) – izraelski polityk, członek Knesetu z ramienia partii Likud.
Urodził się w rodzinie polskich Żydów, którzy zamieszkali w Austrii. Studiował na Wydziale Prawa na Uniwersytecie w Wiedniu, w 1935 po ukończeniu nauki emigrował do Mandatu Palestyny podczas piątej aliji. Wstąpił do Partii Liberalnej oraz został członkiem komitetu wykonawczego Histadrutu. W 1973 Partia Liberalna, Likud, Herut i inne ugrupowania prawicowe zawarły sojusz wyborczy, Leon Dycian wszedł do Knesetu z ramienia partii Likud. Zasiadał w nim jedną kadencję, podczas której był członkiem Komisji Usług Publicznych i Komisji Pracy.